# Lisle-en-Rigault
Lisle-en-Rigault – miejscowość i gmina we Francji, w regionie Grand Est, w departamencie Moza.
Według danych na rok 1990 gminę zamieszkiwało 609 osób, a gęstość zaludnienia wynosiła 58 osób/km² (wśród 2335 gmin Lotaryngii Lisle-en-Rigault plasuje się na 530. miejscu pod względem liczby ludności, natomiast pod względem powierzchni na miejscu 570.).